# 阿帕契堡 (亞利桑那州)
阿帕契堡（英語：Fort Apache）是位於美國亞利桑那州納瓦霍縣的一個人口普查指定地區。根據2010年美國人口普查，該地人口為143人，而該地的面積約為2.98平方千米。

## 地理
阿帕契堡的座標為33°47′26″N 109°59′12″W / 33.79056°N 109.98667°W，而該地最高點為海拔高度1541米（即5056英尺）。